# 1879
| 1879                                                  |
| ----------------------------------------------------- |
| Dødsfald - Fødsler                                    |
| • Begivenheder • Litteratur • Musik • Politik • Sport |

| Gregoriansk kalender | 1879 MDCCCLXXIX         |
| Ab urbe condita      | 2632                    |
| Armensk kalender     | 1328 ԹՎ ՌՅԻԸ            |
| Kinesiske kalender   | 4575 – 4576 戊寅 – 己卯 |
| Etiopisk kalender    | 1871 – 1872             |
| Jødisk kalender      | 5639 – 5640             |
| Hindukalendere       |                         |
| - Vikram Samvat      | 1934 – 1935             |
| - Shaka Samvat       | 1801 – 1802             |
| - Kali Yuga          | 4980 – 4981             |
| Iransk kalender      | 1257 – 1258             |
| Islamisk kalender    | 1296 – 1297             |

Konge i Danmark: Christian 9. 1863-1906
Se også 1879 (tal)

## Begivenheder

### Januar
- 11. januar - Zulukrigen begynder
- 22. januar – I zulukrigen i Sydafrika bliver omkring 1.300 britiske soldater dræbt i slaget ved Isandlwana

### Februar
- 17. februar – Russiske nihilister forsøger forgæves at myrde zar Alexander i Sankt Petersborg

### Oktober
- 21. oktober - Thomas Alva Edison præsenterer den første brugbare kultråds glødelampe. Den har en brændetid på godt 12 timer.
- 27. oktober - Ørstedsparken i København åbnes for publikum

### November
- 4. november - kasseapparatet patenteres af James Ritty, som har en saloon i Dayton, Ohio
- 8. november - historikeren Kristian Erslev forsvarer sin disputats
- 27. november - den franske nationalforsamling flytter fra Versailles til Paris

### December
- 28. december – broen over Tay i Skotland styrter sammen under et persontog – over 70 personer omkommer
- 31. december – Thomas Edison demonstrerer sin opfindelse glødelampen i Menlo Park, New Jersey

### Udateret
- PSOE, Spaniens socialistiske parti grundlægges

## Født
- 1. januar – Edward Morgan Forster, engelsk forfatter (død 1970).
- 1. januar – Wilhelm Fried, grundlægger af Fox Films (død 1952).
- 11. marts – Niels Bjerrum, dansk kemiker (død 1958)
- 14. marts – Albert Einstein, tysk-amerikansk fysiker (død 1955).
- 20. maj - Elspeth Douglas McClelland, engelsk suffragette og arkitekt (død 1920).
- 16. juni – Sigurd Swane, dansk maler og forfatter (død 1973).
- 7. oktober – Joe Hill, svensk-amerikansk fagforeningsaktivist, syndikalist, protestsanger og digter. (henrettet, død 1915).
- 29. oktober - Franz von Papen, tysk rigskansler og vicekansler (død 1969).
- 7. november – Lev Trotskij, russisk revolutionær (myrdet, død 1940).
- 29. november – Jacob Gade, dansk komponist (Tango Jalousie) (død 1963).
- 18. december – Paul Klee, schweizisk maler.  (død 1940).
- 30. december – Ramana Maharshi, indisk mytiker (død 1950).

## Dødsfald
- 9. juni - Eduard Osenbrüggen, tysk retslærd (født 1809).
- 22. juni - William Charles Cotton, engelsk præst, missionær og biavler (født 1813)
- 5. november – James Clerk Maxwell, skotsk matematiker og teoretisk fysiker. (født 1831).